# جیسون هروی
جیسون هروی (انگلیسی: Jason Hervey؛ زادهٔ ۶ آوریل ۱۹۷۲) یک هنرپیشه اهل ایالات متحده آمریکا است. وی از سال ۱۹۷۸ میلادی تاکنون مشغول فعالیت بوده‌است.
از فیلم‌های او می‌توان به دانشکده پلیس ۲ اشاره نمود.